# Nemzetközi gépkocsijelek listája
Ez a szócikk a nemzetközi gépkocsijeleket tartalmazza betűrendben.
Az alábbi jelölések a gépjárművek hátsó részén találhatóak. Az utóbbi néhány évben azonban (főleg Európában) ezek a jelzések megjelentek a rendszámtáblákon is.
| Ábécé szerinti tartalomjegyzék                      |
| --------------------------------------------------- |
| A B C D E F G H I J K L M N O P Q R S T U V W X Y Z |

## A
- A –  Ausztria
- AFG –  Afganisztán
- AG –  Antigua és Barbuda
- AL –  Albánia
- AM –  Örményország
- ANG –  Angola
- AND –  Andorra
- AUS –  Ausztrália (és külbirtokai)
- AZ –  Azerbajdzsán

## B
- B –  Belgium
- BD –  Banglades
- BDS –  Barbados
- BER –  Bermuda
- BF –  Burkina Faso
- BG –  Bulgária
- BHT –  Bhután
- BIH –  Bosznia-Hercegovina
- BOL –  Bolívia
- BR –  Brazília
- BRN –  Bahrein
- BRU –  Brunei
- BS –  Bahama-szigetek
- BU -  Burundi
- BW –  Botswana
- BY –  Fehéroroszország (Belarusz)
- BZ –  Belize

## C
- C –  Kuba
- CAM –  Kamerun
- CC – Konzulátusi testület
- CD – Diplomáciai testület
- CDN –  Kanada
- CH –  Svájc
- CI –  Elefántcsontpart
- CL –  Srí Lanka
- CO –  Kolumbia
- COM –  Comore-szigetek
- CR –  Costa Rica
- CV –  Zöld-foki Köztársaság
- CY –  Ciprus
- CZ –  Csehország

## D
- D –  Németország
- DJ –  Dzsibuti
- DK –  Dánia
- DOM –  Dominikai Köztársaság
- DPR-  Észak-Korea
- DRC –  Kongói Demokratikus Köztársaság (Zaire)
- DY –  Benin
- DZ –  Algéria

## E
- E –  Spanyolország
- EAK –  Kenya
- EAT –  Tanzánia
- EAU –  Uganda
- EC –  Ecuador
- ER –  Eritrea
- ES –  Salvador
- EST –  Észtország
- ET –  Egyiptom
- ETH –  Etiópia
- EUR –  Európai Unió hivatali gépjárművek

## F
- F –  Franciaország (és területei)
- FIN –  Finnország
- FJI –  Fidzsi-szigetek
- FL –  Liechtenstein
- FO –  Feröer
- FSM –  Mikronézia

## G
- G –  Gabon
- GBA –  Alderney (Guernsey)
- GBG –  Guernsey Bailiffség
- GBJ –  Jersey Bailiffség
- GBM –  Man-sziget
- GBZ –  Gibraltár
- GCA –  Guatemala
- GE –  Grúzia
- GH –  Ghána
- GR –  Görögország
- GUY –  Guyana

## H
- H –  Magyarország
- HK –  Hongkong
- HKJ –  Jordánia
- HN –  Honduras
- HR –  Horvátország

## I
- I –  Olaszország
- IL –  Izrael
- IND –  India
- IR –  Irán
- IRL –  Írország
- IRQ –  Irak
- IS –  Izland

## J
- J –  Japán
- JA –  Jamaica

## K
- K –  Kambodzsa
- KIR –  Kiribati
- KN –  Saint Kitts és Nevis
- KS –  Kirgizisztán
- KWT –  Kuvait
- KZ –  Kazahsztán

## L
- L –  Luxemburg
- LAO –  Laosz
- LAR –  Líbia
- LB –  Libéria
- LS –  Lesotho
- LT –  Litvánia
- LV –  Lettország

## M
- M –  Málta
- MA –  Marokkó
- MAL –  Malajzia
- MC –  Monaco
- MD –  Moldova
- MEX –  Mexikó
- MGL –  Mongólia
- MH –  Marshall-szigetek
- MNE –  Montenegró
- MOC –  Mozambik
- MS –  Mauritius
- MV –  Maldív-szigetek
- MW –  Malawi
- MYA –  Mianmar (Burma)

## N
- N –  Norvégia
- NA –  Holland Antillák[1]
- NAM –  Namíbia
- NAU –  Nauru
- NEP –  Nepál
- NGR –  Nigéria
- NIC –  Nicaragua
- NL –  Hollandia
- NMK –  Észak-Macedónia
- NZ –  Új-Zéland (és területei)

## O
- OM –  Omán

## P
- P –  Portugália
- PA –  Panama
- PAL –  Palau
- PK –  Pakisztán
- PE –  Peru
- PL –  Lengyelország
- PNG –  Pápua Új-Guinea
- PRC –  Kína
- PY –  Paraguay

## Q
- Q –  Katar

## R
- RA –  Argentína
- RB –  Botswana (nem hivatalosan a BW-t is használják)
- RC –  Tajvan
- RCA –  Közép-Afrika
- RCB –  Kongói Köztársaság
- RCH –  Chile
- RG –  Guinea
- RGB –  Bissau-Guinea
- RGE –  Egyenlítői-Guinea
- RH –  Haiti
- RI –  Indonézia
- RIM –  Mauritánia
- RKS -  Koszovó
- RL –  Libanon
- RM –  Madagaszkár
- RMM –  Mali
- RN –  Niger
- RO –  Románia
- ROK –  Dél-Korea
- ROU –  Uruguay
- RP –  Fülöp-szigetek
- RSL –  Szomáliföld
- RSM –  San Marino
- RUS –  Oroszország
- RWA –  Ruanda

## S
- S –  Svédország
- SA –  Szaúd-Arábia
- SCO –  Skócia
- SD –  Szváziföld
- SGP –  Szingapúr
- SK –  Szlovákia
- SLO –  Szlovénia
- SME –  Suriname
- SN –  Szenegál
- SO –  Szomália
- SOL –  Salamon-szigetek
- SRB –  Szerbia
- STP –  São Tomé és Príncipe
- SUD –  Szudán
- SY –  Seychelle-szigetek
- SYR –  Szíria

## T
- T –  Thaiföld
- TCH –  Csád
- TG –  Togo
- TGA –  Tonga
- TJ –  Tádzsikisztán
- TK –  Tokelau-szigetek
- TM –  Türkmenisztán
- TMP –  Kelet-Timor
- TN –  Tunézia
- TR –  Törökország
- TT –  Trinidad és Tobago
- TV –  Tuvalu

## U
- UA –  Ukrajna
- UAE –  Egyesült Arab Emírségek
- UK –  Egyesült Királyság[2][3]
- USA –  USA
- UZ –  Üzbegisztán

## V
- V –  Vatikán
- VAN –  Vanuatu
- VN –  Vietnám

## W
- WAG –  Gambia
- WAL –  Sierra Leone
- WD –  Dominikai Közösség
- WG –  Grenada
- WL –  Saint Lucia
- WS –  Szamoa
- WV –  Saint Vincent és a Grenadine-szigetek

## Y
- Y, YAR –  Jemen (az Y nem hivatalosan használt jelzés)
- YV –  Venezuela

## Z
- Z –  Zambia
- ZA –  Dél-afrikai Köztársaság
- ZW –  Zimbabwe

## Már nem használt jelzések
- ADN – Dél-Jemen (Aden) → YAR
- AEF – Francia Egyenlítői Afrika
- AOF – Francia Nyugat-Afrika
- BA – Burma → MYA
- BH – Brit Honduras → BZ
- BI – Brit India → BD, IND, PK, MYA
- BL – Baszutóföld → LS
- BP – Becsuánaföld → RB
- BRG – Brit Guyana → GUY
- BS – Brit Szomáliföld → SO
- BUR – Burma → MYA
- CA – Kanada → CDN
- CB – Belga Kongó → RU, RWA, CGO
- CFS – Francia Szomáliföld → DJ
- CNB – Észak-Borneó → MAL
- CS – Csehszlovákia → CZ, SK
- CU – Curaçao → NA
- DA – Danzig/Gdańsk → PL
- DDR – Német Demokratikus Köztársaság (NDK) → D
- EA – Brit Kelet-Afrika → EAK, EAN, EAT, EAU, EAZ
- EAN – Nyasszaföld → MW
- EAZ – Zanzibár → EAT
- EIR – Ír Szabadállam (Éire) → IRL
- EQ – Ecuador → EC
- EW – Észtország → EST
- FIF – Francia India → IND
- FM – Maláj Szövetségi Állam (1932–1958) → PTM → MAL
- FR – Feröer → FO
- G – Guatemala → GCA

- GB – Egyesült Királyság → UK

- GBY – Málta → M
- GEO – Grúzia → GE
- HV – Felső-Volta → BF
- IAR – Rajnavidék (International Administration Rhineland) → D
- IN – Holland Indiák → RI
- JO – Johor → MAL
- JOR – Jordánia → HKJ
- KAS – Kazahsztán → KZ
- KAT – Katanga → CGO
- KD – Kedah → MAL
- KL – Kelantan → MAL
- KT – Kuvait → KWT
- LR – Lettország → LV
- LSA – Libanon, Szíria és az Alaviták → SYR, RL
- LT – Líbia-Tripolitánia → LAR
- M – Palesztin Mandátum → IL
- ME – Spanyol Marokkó → MA
- MLD – Moldova → MD
- MN – Montenegró → MNE
- MT – Tanger → MA
- NDH – Horvátország → HR
- NF – Új-Foundland → CDN
- NGN – Holland Új-Guinea → RI
- NIG – Niger → RN
- NP – Nyasszaföld → MW
- NR – Észak-Rhodesia → Z
- PAK – Pakisztán → PK
- PAN – Angola → AN
- PI – Fülöp-szigetek → RP
- PR – Perzsia → IR
- PS – Perlis → MAL
- PTM – Malajzia → MAL
- R – Románia → RO
- R – Oroszország → RUS
- RB – Bolívia → BOL
- RCL – Kongó (Leopoldville) → CGO
- RHV – Felső-Volta → BF
- RM – Románia → RO
- RNR – Észak-Rhodesia → Z
- RNY – Nyasszaföld → MW
- RSR – Dél-Rhodesia → ZW
- RU – Ruanda-Urundi → RU, RWA
- RUC – Kamerun → CAM
- SA – Saarvidék → D
- SAU – Dél-Afrikai Unió → ZA
- SB – Szerbia → SRB
- SCG – Szerbia és Montenegró → SRB, MNE
- SE – Ír Szabadállam (Saorstat Éireann) → IRL
- SF – Finnország → FIN
- SHS – Szerb-Horvát-Szlovén Királyság → SRB, HR, SLO
- SK – Sarawak → MAL
- SL – Szíria és Libanon → SYR, RL
- SM – Sziám → T
- SNB – Észak-Borneó Állam → MAL
- SO – Szlovákia → SK
- SP – Szomáliföld → SO
- SQ – Szlovákia → SK
- SR – Dél-Rhodesia → ZW
- SS – Straits Settlements → SGP, MAL
- SU – Szovjetunió
- SWA – Délnyugat-Afrika → NAM
- TC – Francia Kamerun → CAM
- TD – Trinidad → TT
- TD – Tadzsikisztán → TJ
- TMN – Türkmenisztán → TM
- TO – Szerződéses Omán → UAE
- TS – Trieszt → I
- TT – Francia Togoföld → TG
- TU – Trengganu → MAL
- U – Uruguay → ROU
- US – Amerikai Egyesült Államok és Területei → USA
- WAC – Aranypart → GH
- WAN – Nigéria → NGR
- Y – Jugoszlávia → MNE, SRB, SLO, HR, BIH, NMK, RKS
- YMN – Észak-Jemen → YAR
- YU – Jugoszlávia → MNE, SRB, SLO, HR, BIH, NMK, RKS
- ZR – Zaire → CGO
- ZRE – Zaire → CGO